# Scott Lithgow
Scott Lithgow, Limited — шотландский судостроитель, существовавший с 1967 по 1977 года как независимая компания, а с 1977 по 1993 года — как подразделение компаний British Shipbuilders и Trafalgar House.

## История
Компания была образована в 1967 году в результате слияния Scotts Shipbuilding and Engineering Company и Lithgows. Базировалась в Порт-Глазго и Гриноке на нижнем Клайде, Шотландия. В 1977 году национализирована и вошла в состав Британской судостроительной компании (British Shipbuilders) в 1977 г.  В результате реорганизации в 1981 году все активы дочерних компаний были переданы под непосредственный операционный контроль Scott Lithgow. 
С 1980 года компания стала центром British Shipbuilders по производству офшорных буровых платформ, и появилась надежда, что рынок полупогружных судов вернет верфь к прибыльности. Однако строительство полупогружного аппарата Ocean Alliance стало катастрофическим для компании: буровая установка была доставлена с опозданием на четыре года и принесла более 200 миллионов фунтов убытков.
В 1984 году компания была куплена Trafalgar House, а в 1993 году прекратила свою деятельность.

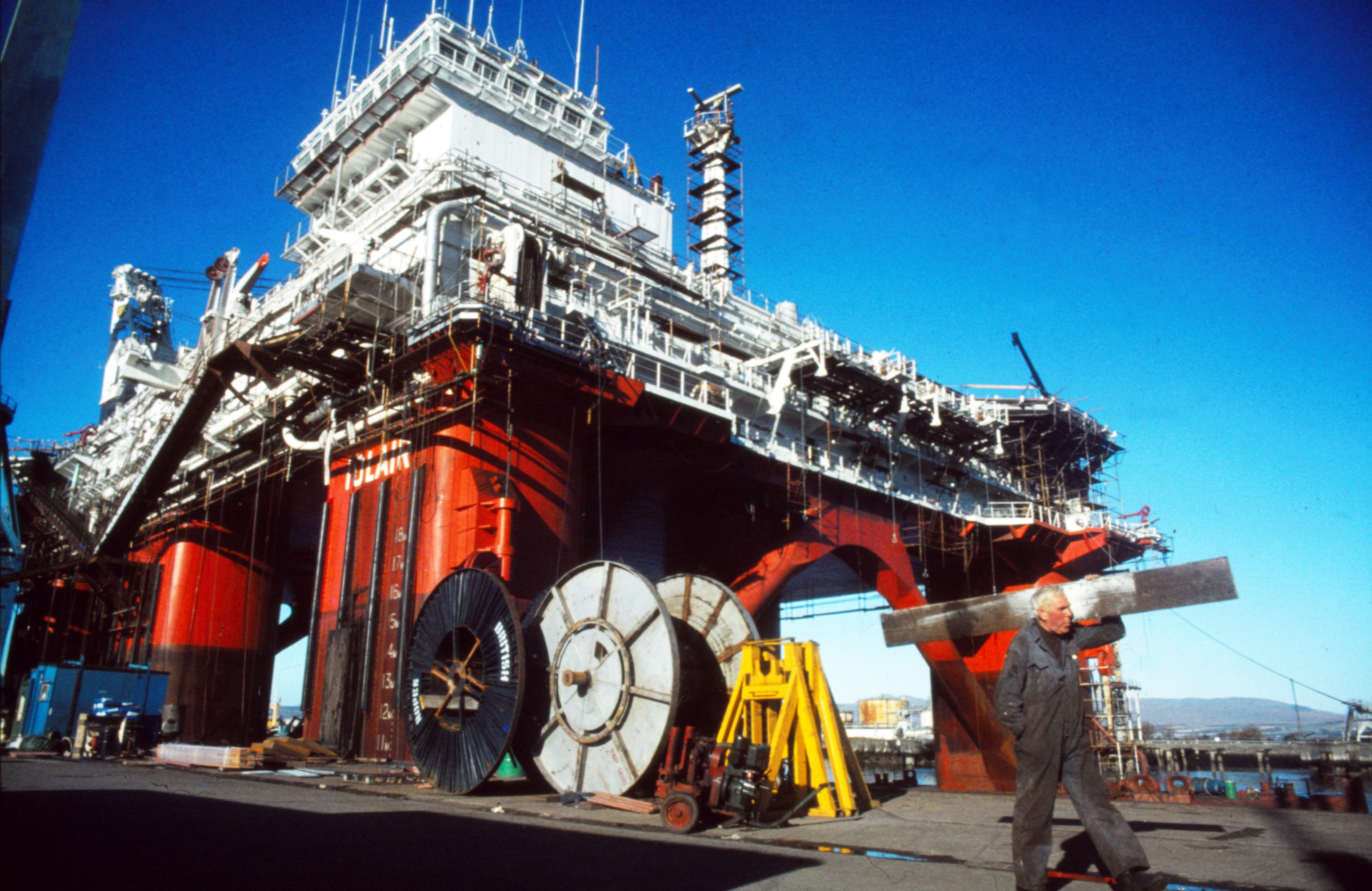
Строительство нефтяной платформы Iolair, 1982 г.
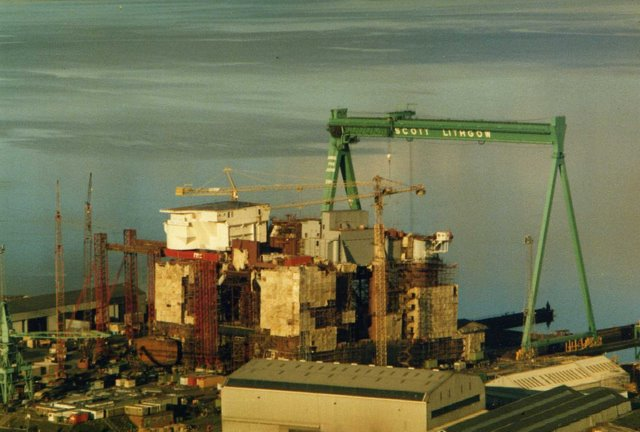
Строительство Ocean Alliance, 1986 г.